# Putkaste (Lääne-Nigula)
Putkaste (Duits: Putkas) is een plaats in de Estlandse gemeente Lääne-Nigula, provincie Läänemaa. De plaats heeft de status van dorp (Estisch: küla).
Tot in oktober 2017 hoorde Putkaste bij de gemeente Martna. In die maand werd Martna bij de fusiegemeente Lääne-Nigula gevoegd.

## Bevolking
Het dorp had 39 inwoners op 31 december 2011 en 24 inwoners op 31 december 2021.

## Geschiedenis
Rond 1500 was Putkas een beneficie van de kanunniken van de domkerk in Haapsalu. In de Zweedse tijd (1561-1721) werd Putkaste een landgoed. In 1590 werd het genoemd als Pottges. Sinds het eind van de 18e eeuw was het bijna onafgebroken in het bezit van de familie von Maydell. De laatste eigenaar voor het landgoed in 1919 door het onafhankelijk geworden Estland werd onteigend, was baron Herbert von Maydell.
Het landhuis van het landgoed is gebouwd in het begin van de 19e eeuw. Het bestaat uit één woonlaag en heeft een eenvoudige opzet. Op het eind van die eeuw werd een entreehal in neogotische stijl toegevoegd. Het is in particuliere handen.
Na 1920 was Putkaste een nederzetting op het voormalige landgoed. In 1977 kreeg ze de status van dorp.